# Rio Congonhas
Der Rio Congonhas ist ein etwa 190 km langer rechter Nebenfluss des Rio Tibaji im Nordosten des brasilianischen Bundesstaats Paraná.

## Etymologie
Der Name stammt von der Congonha, einer Pflanze ähnlich der Erva Mate. Das Wort Congõi stammt aus dem Tupi und bedeutet das was erhält, das was nährt. Der Sud wurde von den Ureinwohnern gern als Tee mit ähnlicher Wirkung wie Mate getrunken.

## Geografie

### Lage
Das Einzugsgebiet des Rio Congonhas befindet sich auf dem Terceiro Planalto Paranaense (Dritte oder Guarapuava-Hochebene von Paraná). Es wird im Westen von der Serra do Tigre (zum Einzugsgebiet des Rio São Jerônimo) und der Serra Morena (zum Einzugsgebiet des Rio Tibaji) und im Osten von der Serra da Laranjinha (zum Einzugsgebiet des Rio Laranjinha) begrenzt.

### Verlauf
Sein Quellgebiet liegt auf der Serra da Laranjinha zwischen den Munizipien Congonhinhas und Santo Antônio do Paraíso auf 835 m Meereshöhe.
Der Fluss verläuft in nördlicher Richtung. Er fließt weitgehend zum parallel zum Rio Tibaji. Die beiden Täler sind durch die Serra Morena getrennt.
Er mündet zwischen den Munizipien Rancho Alegre und Sertaneja auf 326 m Höhe von rechts in den Rio Tibaji.

### Munizipien im Einzugsgebiet
Die Liste der Munizipien umfasst
rechts (flussabwärts):
- Congonhinhas
- Nova Fátima
- Cornélio Procópio
- Leópolis
- Sertaneja

links  (flussabwärts):
- Santo Antônio do Paraíso
- São Sebastião da Amoreira
- Nova América da Colina
- Uraí
- Rancho Alegre

### Nebenflüsse
rechts (alphabetisch):
- Córrego Araponga
- Córrego do Barreiro
- Ribeirão Barreiro
- Córrego Beija-Flor
- Córrego do Capoeirão
- Ribeirão Congonhinhas
- Córrego do Gavião
- Córrego do Jacinto
- Ribeirão Lajeado
- Córrego do Óleo
- Córrego Pari
- Córrego da Perna Furada
- Rio Pinheiro Seco
- Córrego Quinze de Agôsto
- Córrego Rambu
- Córrego Sabiá
- Ribeirão Angorá
- Córrego Urubu

links (alphabetisch):
- Rio Cristal
- Ribeirão Entrada
- Córrego dos Macacos
- Ribeirão Pirajuirianito
- Ribeirão da Porteira
- Córrego Rico
- Ribeirão Salto
- Córrego Tatetos
- Córrego da Vala